# 刘会成
刘会成（1962年9月—），陕西渭南人，汉族，中国共产党党员，中华人民共和国政治人物，武警少将军衔，现任武警內蒙古總隊司令員，第十三届全国人民代表大会解放军和武警部队地区代表。

## 生平
2018年2月24日，当选为第十三届全国人大代表。